# Radion Kertanti
Radion Kertanti (ur. 9 stycznia 1971) – słowacki zapaśnik walczący w stylu wolnym. Dwukrotny olimpijczyk. Zajął piętnaste miejsce w Atlancie 1996 i Sydney 2000. Walczył w kategorii 74–76 kg.
Trzykrotny uczestnik mistrzostw świata; czwarty w 2001. Srebrny medalista mistrzostw Europy w 1996 roku.
- Turniej w Atlancie 1996

Zwyciężył Turka Turana Ceylana a przegrał z Amerykaninem Kenny Mondayem i Victorem Peicovem z Mołdawii.
- Turniej w Sydney 2000

Pokonał Niemca Alexandra Leipolda a przegrał z Macedończykiem Nasirem Gadżihanowem i Yosmany Romero z Kuby.